# Hypoponera breviceps
Hypoponera breviceps es una especie de hormiga del género Hypoponera, subfamilia Ponerinae.